# Доброш
Доброш (алб. Dobrosh) је насељено место у општини Ђаковица, на Косову и Метохији. Према попису становништва из 2011. у насељу је живело 568 становника.

## Становништво
Према попису из 2011. године, Доброш има следећи етнички састав становништва:
| Националност | 2011.        |
| Албанци      | 564 (99,29%) |
| недоступно   | 4 (0,71%)    |
| Укупно       | 568          |

| Демографија | Демографија | Демографија |
| Година      | Становника  | Становника  |
| ----------- | ----------- | ----------- |
| 1948.       | 314         |             |
| 1953.       | 342         |             |
| 1961.       | 389         |             |
| 1971.       | 506         |             |
| 1981.       | 682         |             |
| 1991.       | 801         |             |
| 2011.       | 568         |             |